# Olympische Sommerspiele 2024/Teilnehmer (Sudan)
| Gelbes Symbol für Goldmedaillen mit stilisierten Olympischen Ringen | Graues Symbol für Silbermedaillen mit stilisierten Olympischen Ringen | Braundes Symbol für Bronzemedaillen mit stilisierten Olympischen Ringen |
| ------------------------------------------------------------------- | --------------------------------------------------------------------- | ----------------------------------------------------------------------- |
| —                                                                   | —                                                                     | —                                                                       |

Sudan nahm an den Olympischen Spielen 2024 vom 26. Juli bis zum 11. August 2024 in Paris mit 4 Athleten (3 Männer, 1 Frau) teil. Es war die insgesamt 14. Teilnahme an Olympischen Sommerspielen.

## Teilnehmer nach Sportarten

### Leichtathletik
Kein sudanesischer Leichtathlet hatte die Olympianormen des Weltverbandes erreichen können. Über den Universalstartplatz nahm Yaseen Abdalla am Marathon der Männer teil.
Laufen und Gehen
| Athleten       | Wettbewerb | Vorlauf | Vorlauf | Halbfinale | Halbfinale | Finale    | Finale | Rang |
| Athleten       | Wettbewerb | Zeit    | Rang    | Zeit       | Rang       | Zeit      | Rang   | Rang |
| -------------- | ---------- | ------- | ------- | ---------- | ---------- | --------- | ------ | ---- |
| Männer         |            |         |         |            |            |           |        |      |
| Yaseen Abdalla | Marathon   | —       | —       | —          | —          | 2:11:41 h | 33     | 33   |

### Rudern
Für den Einer der Männer erhielt der Sudan einen zusätzlichen Quotenplatz.
| Athleten      | Wettbewerb | Vorlauf     | Vorlauf | Vorlauf       | Hoffnungslauf / Viertelfinale | Hoffnungslauf / Viertelfinale | Hoffnungslauf / Viertelfinale | Halbfinale  | Halbfinale | Halbfinale    | Finale      | Finale | Rang |
| Athleten      | Wettbewerb | Zeit        | Rang    | Qualifikation | Zeit                          | Rang                          | Qualifikation                 | Zeit        | Rang       | Qualifikation | Zeit        | Rang   | Rang |
| ------------- | ---------- | ----------- | ------- | ------------- | ----------------------------- | ----------------------------- | ----------------------------- | ----------- | ---------- | ------------- | ----------- | ------ | ---- |
| Männer        |            |             |         |               |                               |                               |                               |             |            |               |             |        |      |
| Abdalla Ahmed | Einer      | 7:46,45 min | 6       | Hoffnungslauf | 7:55,79 min                   | 5                             | Halbfinale E/F                | 8:10,68 min | 5          | F-Finale      | 7:38,51 min | 3      | 33   |

### Schwimmen
| Athleten       | Wettbewerb     | Vorlauf     | Vorlauf | Halbfinale    | Halbfinale    | Finale        | Finale        | Rang |
| Athleten       | Wettbewerb     | Zeit        | Rang    | Zeit          | Rang          | Zeit          | Rang          | Rang |
| -------------- | -------------- | ----------- | ------- | ------------- | ------------- | ------------- | ------------- | ---- |
| Frauen         |                |             |         |               |               |               |               |      |
| Rana Saadeldin | 100 m Freistil | 1:04,72 min | 29      | ausgeschieden | ausgeschieden | ausgeschieden | ausgeschieden | 29   |
| Männer         |                |             |         |               |               |               |               |      |
| Ziyad Saleem   | 200 m Rücken   | 2:01,44 min | 27      | ausgeschieden | ausgeschieden | ausgeschieden | ausgeschieden | 27   |